# Shadow of the Tomb Raider
Shadow of the Tomb Raider es un videojuego de acción y aventura desarrollado por Eidos Montréal y distribuido por Square Enix, para las plataformas PlayStation 4, Xbox One y Microsoft Windows. Es el duodécimo videojuego de la serie Tomb Raider y el tercero correspondiente al reinicio de la saga, que comenzó con Tomb Raider de 2013 y continuó con Rise of the Tomb Raider en 2015. Su lanzamiento se produjo el 14 de septiembre de 2018. La compañía inglesa Feral Interactive desarrolló una versión del juego para macOS y Linux. Esta se lanzó en su versión estándar el 5 de noviembre de 2019, seguida de una Definitive Edition el 19 de diciembre de 2019 en la App Store la cual incluye todo su contenido descargable..
Poco después de los eventos ocurridos en Rise of the Tomb Raider, Lara Croft se adentra en las regiones de Mesoamérica y América del Sur en busca de Paititi, una ciudad oculta que parece ser la clave para detener el apocalipsis maya que ha desatado. A su vez, Lara debe enfrentarse nuevamente a la Trinidad y a su líder, el doctor Domínguez. En esta entrega, Camilla Luddington interpreta de nuevo su papel como Lara Croft.

## Jugabilidad
La jugabilidad de Shadow of the Tomb Raider es similar a la de su predecesor (Rise of the Tomb Raider) pero con algunas mejoras notables. El jugador nuevamente toma el control de Lara Croft. En esta entrega, el juego nos lleva a lugares del continente americano, como México y Perú. Sin embargo, la historia principal del juego se desarrolla en Paititi, una ciudad oculta ubicada al sur de la Amazonia. 
Al igual que Rise of the Tomb Raider, los jugadores pueden participar en misiones principales y secundarias, eliminar enemigos, cazar animales salvajes, tomar recursos, completar desafíos, explorar tumbas y resolver acertijos. Al hacerlo, obtiene puntos de experiencia que le permiten subir de nivel y asignar habilidades adicionales a Lara en tres diferentes ramas del árbol de habilidades: Buscadora (habilidades de exploración y observación), Guerrera (habilidades de combate y armas) y Carroñera (habilidades de fabricación y sigilo). El juego también incluye más tumbas que las entregas anteriores y los jugadores tendrán la opción de personalizar su experiencia de juego, ya que la exploración, los puzles y el combate tienen su propia configuración de dificultad.
En Shadow of the Tomb Raider el campamento vuelve a ser un aspecto importante del juego, ya que el jugador puede establecerse en él para mejorar el arsenal, asignar habilidades a Lara y mejorar su vestimenta. Si lo desea, el jugador puede viajar rápido de un campamento a otro. En cuanto al arsenal de combate, el jugador tiene nuevamente a su disposición el arco de caza, la pistola, el rifle de asalto, la escopeta, el piolet y el cuchillo. En esta entrega, también se añade el machete como arma de combate. Adicional a ello, puede conseguir recursos por todo el mapa y utilizarlos para mejorar sus armas. También se pueden fabricar diferentes tipos de munición, bombas molotov, bombas de humo, granadas y utilizar la piel de los animales para reforzar el espacio del arsenal o mejorar los atuendos. El jugador también puede encontrar y recolectar plantas para crear medicinas y potenciadores para mejorar el aguante y la percepción de Lara.  
La habilidad de Lara para nadar y sumergirse en el agua vuelve en esta entrega con una mejora notable, ya que Lara ahora es capaz de contener la respiración por mucho más tiempo debido a la introducción de bolsas de aire, las cuales le permiten recuperar oxígeno y seguir explorando cuevas submarinas. También se incorpora la habilidad de hacer rápel desde paredes escalables para descender, balancearse o desplazarse a lugares inaccesibles. Con relación a esta mejora, se puede utilizar el piolet atado a una cuerda para balancearse entre espacios, una habilidad vista en anteriores juegos de la franquicia como: Tomb Raider: Legend, Tomb Raider: Anniversary y Tomb Raider: Underworld. 
El sigilo sigue siendo una parte importante del juego y con novedades notables. Lara puede camuflarse con el entorno usando los arbustos, muros cubiertos de vegetación o cubrirse de barro y pasar desapercibida. Esta nueva habilidad contribuye a que los enemigos no la detecten con facilidad, sobre todo si está escondida. También puede trepar lugares altos para atacar a los enemigos o evitar el combate directo. Además, Lara también es capaz de desconectarse del combate cuando escapa de los enemigos, lo que facilita que vuelva a esconderse o atacar en sigilo. Una novedad interesante es que Lara puede infundir miedo en el enemigo, haciendo que estos actúen de forma desorganizada o se disparen entre sí. En esta entrega, el jugador puede distraer nuevamente a los enemigos usando objetos para llamar su atención o eliminarlos.
Al igual que sus predecesores, también regresa el instinto de supervivencia, el cual puede ser mejorado al asignarle nuevas habilidades. La comprensión del idioma también vuelve a jugar un papel importante. Mientras mayor sea la comprensión del idioma, Lara podrá descifrar los murales ancestrales, documentos y encontrar tesoros ocultos. A este respecto, el jugador puede aprender mucho más sobre la ciudad oculta de Paititi, así como su idioma y su cultura, lo que le otorga más experiencia. Una nueva mecánica es que el jugador puede dialogar con personajes no jugables, algunos de los cuales le asignan misiones secundarias a Lara. Además, el jugador puede escuchar las conversaciones de otros personajes para obtener información de interés. El oro es un recurso valioso en esta entrega, por lo que el jugador puede comerciar con él para obtener armas y recursos adicionales en las aldeas cercanas.
Una novedad de Shadow of the Tomb Raider es que cuenta con el Modo Foto. Gracias a esta novedad, el jugador puede hacer capturas o fotografías de los escenarios y personajes del juego.

## Sinopsis
La introducción del juego comienza en la ciudad de Cozumel, México, donde Lara busca pistas para encontrar un objeto mítico a través de información que oculta La Trinidad, y es cuando la encuentran, donde termina la introducción y se sigue con la historia principal.
La historia principal se desarrolla en la ciudad oculta de Paititi, donde la protagonista del juego, Lara Croft, intenta salvar al mundo de apocalipsis Maya.
En esta ocasión, Lara volverá a enfrentarse a La Trinidad y descubrirá la revelación que se oculta tras la muerte de su padre, Richard Croft, dando lugar a uno de los eslóganes principales del juego “Become the Tomb Raider”, que da referencia a convertirse en la saqueadora de tumbas o definirse en quien es realmente.

### Argumento
Dos meses después de los eventos ocurridos en Rise of the Tomb Raider, Lara Croft y Jonah Maiava se dedican a buscar el rastro de La Trinidad y detener sus actividades. El rastro los lleva a la isla mexicana de Cozumel, donde el Dr. Pedro Domínguez, líder de la Trinidad, dirige una excavación en la zona. Con su investigación, Lara presume que la Trinidad buscan una Ciudad Oculta y una especie de llave que guarda relación con la antigua civilización maya. Al explorar una de las excavaciones de la Trinidad durante la noche, Lara se adentra en un templo subterráneo. Allí encuentra un mural que explican con todo detalle un mito maya sobre el dios Kukulkán y los desastres que desatará el apocalipsis maya. Al descifrar un acertijo, Lara toma la Daga de la diosa Ixchel (también llamada Chak Chel) para que no caiga en las manos de la Trinidad pero es interceptada por Domínguez y sus hombres. Domínguez le explica que al tomar la Daga sin tener la caja de Ixchel, ha puesto en marcha el apocalipsis y la hace responsable de las consecuencias. Domínguez se lleva la Daga, diciéndole que él se encargará de revertir el proceso de destrucción para reconstruir el mundo y eliminar los defectos de la humanidad. Poco después de que Domínguez se va con sus hombres, un tsunami destruye la isla, pero Lara y Jonah sobreviven al desastre. Sin embargo, Lara se siente culpable por el resultado de sus acciones y comienzan a surgir tensiones entre ella y Jonah.
Unas horas después, Lara y Jonah abandonan México. Su investigación les revela que la Ciudad Oculta que busca la Trinidad se encuentra en algún lugar del Río Amazonas (Perú), así que ambos toman en avión para perseguir a Domínguez. Poco después, una fuerte tormenta hace que el avión donde van pierda el control y se estrelle en la jungla del Amazonas.

## Personajes
- Lara Croft. Es una arqueóloga británica y protagonista del juego. Después de los eventos que sucedieron en Siberia, Lara esta más determinada a enfrentarse y eliminar a la Trinidad con el fin de proteger los misterios del mundo que le rodea. Su determinación la lleva a actuar de manera imprudente, poniendo en marcha el apocalipsis maya. Con sentimientos de culpa, Lara se siente responsable y busca reparar el daño causado por sus acciones. Marisol Romero le dio voz al personaje en el doblaje de México. En el caso de España, Lara no fue doblada por Guiomar Alburquerque, en su lugar, fue doblada por Danai Querol. Adicionalmente, aparecen las escenas de Lara en edad de niña, por lo que Monserrat Mendoza le dio voz a Lara en edad de niña para el doblaje de México, mientras que Pilar Puebla le da voz a Lara en edad de niña para el doblaje de España.

- Jonah Maiava. Es uno de los cuatro supervivientes del Endurance y muy buen amigo de Lara. En esta entrega, Jonah acompaña a Lara en su expedición a la región suramericana, dándole ayuda en combate y proporcionándole información detallada sobre su expedición. Héctor Garay le dio voz al personaje en el doblaje de España.

- Dr. Pedro Domínguez. Es el líder de la Trinidad y principal antagonista del juego. En el doblaje de España, Fernando de Luis le dio voz al personaje, mientras que, en el doblaje de México, fue doblado por Mario Castañeda.

- Abigail Ortiz. Es la líder de la aldea Kuwak Yaku. Abigail también es una mecánica calificada y una excelente piloto. Vicky Pascual le dio voz al personaje en el doblaje de España, y en México, fue doblada por Mariana Ortiz.

- Comandante Rourke. Es el comandante de las fuerzas militares de la Trinidad y antagonista secundario del juego. Antonio Ramírez de Antón le dio voz al personaje en el doblaje de España, mientras que, en Latinoamérica, Raúl Solo le dio voz al comandante.

- Unuratu. Es la reina o gobernante legítima de Paititi y personaje secundario del juego. En el doblaje de España, Yolanda Pérez Segoviano le dio voz al personaje, y Xóchitl Ugarte le da voz a Unuratu para el doblaje mexicano del videojuego.

## Desarrollo
El videojuego fue anunciado oficialmente por Eidos Montréal y Square Enix, el 15 de marzo de 2018, a través de un breve tráiler cinemático. Además, en la página oficial del videojuego se informó que se realizaría un evento de presentación del mismo el 27 de abril de 2018. En la fecha señalada, fue presentado un tráiler extendido del videojuego, donde se reveló que el argumento estaría situado en la cultura maya. Acorde a Daniel Chayer-Bisson, director del juego, la campaña principal de Shadow of the Tomb Raider tendrá una duración aproximada de 13 horas en dificultad normal, la cual se verá potencialmente incrementada si se juega en las dificultades más elevadas así como si se quiere conseguir el 100% del juego. El juego contó con 48 horas de acceso anticipado para quienes realizaron la reserva del mismo.

## Música
Se ha dado a conocer poco acerca de la banda sonora original del juego, ya que será liberada junto con el juego en las ediciones especiales.
Una de las pistas que ya han sido lanzadas es la de "Path of the Stars", publicada en YouTube por el canal "Music of Tomb Raider"

## Recepción

### Crítica
Shadow of the Tomb Raider ha recibido críticas generalmente positivas. Metacritic le dio una puntuación promedio de 82/100 para Xbox One, 77/100 para PC y 76/100 para PlayStation 4.
LaPS4 le dio un 93/100. La web elogió el juego por su aspecto visual, los gráficos, la jugabilidad y el personaje de Lara Croft. En su veredicto menciona: "El título es impresionante, en ningún momento baja el listón de la campaña, llena de emociones, de una constante pugna dentro de la misma Lara. Han conseguido llevar la evolución del personaje a un momento que, particularmente, me encanta. [...]. El destino está en las manos de Lara Croft, y es una Lara tan humana, tan sensible y tan decidida y fuerte a la vez que la hacen toda una sombra llena de luces."
Hobby Consolas le dio un 90/100, destacando de forma positiva su jugabilidad, el combate, los gráficos, la dificultad personalizable, los escenarios y la evolución de Lara Croft. "Una conclusión perfecta de la trilogía Tomb Raider, que afina todos los elementos de exploración, combate y puzles de los juegos de Crystal Dynamics, y que nos permite experimentar la evolución de Lara Croft, como aventurera y dominadora de la jungla."
Vandal le dio una puntuación de 9/10, mencionando que "Shadow of the Tomb Raider es un gran juego con el que nos lo hemos pasado genial. No es perfecto, pero en general está a un gran nivel."
Meristation le dio una puntuación de 8.6/10. En su análisis, el juego tuvo excelentes comentarios en cuanto a los gráficos, jugabilidad, escenarios y el Modo Foto. Sin embargo, destacó que él fue muy "continuista respecto a su antecesor, Rise of the Tomb Raider." "Aun así," mencionó que "Shadow of the Tomb Raider es una gran aventura de acción, casi cinemática, que ningún fan de la saga ni de este estilo de títulos debería perderse."
3DJuegos le dio una puntuación de 8.5/10. En su análisis, destacó aspectos positivos en su jugabilidad, la ambientación, los gráficos, el desarrollo de Lara Croft y el Modo Foto. Por supuesto, el sitio web mencionó que el juego "tiene cosas que mejorar, [...], y le falta algo de la chispa de Crystal Dynamics; sin embargo, es un ilusionante comienzo para [Eidos Montréal], y un buen cierre para la trilogía de la superviviente de Lara Croft."
Atomix le dio una calificación de 83/100. En su análisis, felicitó al equipo de desarrollo por presentar "el lado más oscuro y visceral de Lara Croft." También destacó positivamente la "dificultad y el esquema personalizable" del juego, el combate y los desafíos de tumbas. Además, los gráficos y el desarrollo de los escenarios fueron bien recibidos. Sin embargo, la historia y algunos aspectos de su jugabilidad no fueron bien recibidas por la web. En su conclusión, dejan claro que "Lara Croft sigue sin hacer las decisiones más coherentes (ya ni hablar de las más sabias), pero al fin muestra un poco de esa vulnerabilidad que nos habían mostrado, de la mano con su aspecto más visceral."
Gamereactor le otorgó una puntuación de 7/10. Destacó aspectos positivos sobre el combate, los gráficos y el papel de Jonah en el juego. Por otro lado, el sitio resaltó aspectos negativos sobre la historia y la falta de innovaciones en el título. En conclusión, destacó que "los fans de Tomb Raider lo disfrutarán, pero [...] tampoco nos queda la sensación de haber jugado un hito en la serie."
XGN España le otorgó una calificación de 7/10. Sin embargo, tuvo un análisis mixto. El juego ganó puntos favorables en cuanto a los puzles, los escenarios y los desafíos de tumbas. Pero también recibió críticas negativas por su jugabilidad, las misiones secundarias y la falta de innovaciones y evolución, mencionado en su conclusión que "Shadow of the Tomb Raider es una continuación tremendamente parecida a las dos entregas anteriores, lo que es bueno y malo. Bueno para los jugadores que disfrutaron de estas dos entregas y que se sentirán como en casa, pero malo para aquellos que esperen algún tipo de evolución."

### Ventas
En abril de 2021 se comunicó que el juego había alcanzado las 8,9 millones de copias vendidas.